# Санджак Родос
Санджак Родос (тур. Sancak-i/Liva-i Rodos, греч. λιβάς/σαντζάκι Ρόδου) — османская провинция второго уровня (санджак), охватывающей острова Додеканес или Южные Спорады, с Родосом в качестве его центра.

## История
После османского завоевания Родоса в 1522 году остров первоначально стал резиденцией бейлербея и не был подчинен эялету Архипелага в качестве суб-провинции (санджак) до 1546 года. Однако на протяжении большей части периода османского владычества, помимо самого Родоса, другие южные острова Спорады (остальная часть Додеканеса, включая Самос) были практически автономны и не подлежали централизованному управлению вплоть до введения единой административной системы на основе вилайета в 1860-х годах. Сам Родос не пользовался этой автономией и в ранний османский период пришел в упадок как в качестве торгового центра, так и в качестве объекта военного значения, поскольку Восточное Средиземноморье стало османским озером. Только с XVIII века на острове наблюдается экономический подъем .
Во время Греческой войны за независимость (1821—1829) Родос и Кос не принимали участия в восстании, хотя многие родосцы были членами тайного общества Филики Этерия и бежали, чтобы присоединиться к греческим повстанцам. Однако другие острова санджака присоединились к восстанию, особенно Касос, вплоть до его разорения в 1824 году.
Родос, по-видимому, стал резиденцией капудан-паши (главного адмирала османского флота, который также служил губернатором эялета Архипелага) в конце XVII века. В 1849 году Родос официально стал паша-санджаком провинции Архипелаг, теперь отделенной от любых отношений с капудан-пашой. С введением системы вилайетов столица нового вилайета Архипелаг была перенесена в Чанаккале в 1867 году, возвращена на Родос в 1877 году, переведена на Хиос в 1880 году, прежде чем окончательно вернуться на Родос в 1888 году.
В 1912 году, когда провинция была оккупирована Итальянским королевством во время Итало-турецкой войны, она включала в себя казы (районы) самого Родоса, Касот (Касос), Мис (Кастеллоризо), Сембеки (Сими), Керпе (Карпатос) и Истанкей (Кос). Острова должны были быть возвращены Османской империи после заключения Ушинского договора, но Италия воспользовалась началом Балканских войн, чтобы продолжить свою оккупацию. Острова были окончательно переданы Греции в 1948 году, после Второй мировой войны.